# Mingge Xu
Mingge Olivia (Mimi) Xu (Swansea, 2 oktober 2007) is een Brits tennisspeelster. Ze heeft Chinese ouders, en werd geboren in Wales.
In 2022 won ze de juniortitel op de LTA Junior National Championships en de Britse nationale titel U16. Hierdoor kreeg ze een wildcard voor het kwalificatietoernooi van Wimbledon dat jaar, maar daar werd ze uitgeschakeld door de Amerikaanse Hanna Chang.
In 2024 was ze met de Britse Mika Stojsavljevic verliezend finaliste op het meisjesdubbelspel van Wimbledon.
In 2025 speelde ze door een wildcard tweemaal op het hoofdtoernooi van Wimbledon, op het enkelspel en met Ella McDonald op het vrouwendubbelspel.

## Resultaten grandslamtoernooien
| Legenda | Legenda                          |
| ------- | -------------------------------- |
| g.t.    | geen toernooi gehouden           |
| l.c.    | lagere categorie                 |
| –       | niet deelgenomen                 |
| G       | uitgeschakeld in de groepsfase   |
| 1R      | uitgeschakeld in de eerste ronde |
| 2R      | uitgeschakeld in de tweede ronde |
| 3R      | uitgeschakeld in de derde ronde  |
| 4R      | uitgeschakeld in de vierde ronde |
| KF      | uitgeschakeld in de kwartfinale  |
| HF      | uitgeschakeld in de halve finale |
| F       | de finale verloren               |
| W       | het toernooi gewonnen            |
| w-v     | winst/verlies-balans             |

### Enkelspel
| toernooi        | 2025 |
| --------------- | ---- |
| Australian Open | –    |
| Roland Garros   | –    |
| Wimbledon       | 1R   |
| US Open         |      |

### Vrouwendubbelspel
| toernooi        | 2025 |
| --------------- | ---- |
| Australian Open | –    |
| Roland Garros   | –    |
| Wimbledon       | 2R   |
| US Open         |      |